# Папа Иноћентије II
Папа Иноћентије II (лат. Innocentius II; Рим - Рим, 24. септембар 1143) је био 164. папа од 21. фебруара 1130. до 24. септембра 1143. Папа Иноћентије у писму из 1142. године строго прописује дубровачком надвладици, под чију управу су тада потпадали: Скадар, Улцињ, Дриваст и Пулата, да се не би проповједала никаква друга сем католичка вјера.